# Olympische Sommerspiele 1908/Leichtathletik – 100 m (Männer)
Der 100-Meter-Lauf der Männer bei den Olympischen Spielen 1908 in London wurde vom 20. Juli bis zum 22. Juli 1908 im White City Stadium ausgetragen. Mit sechzig Athleten nahmen so viele Sportler wie nie zuvor teil. In der Vorrunde traten sie in siebzehn Läufen gegeneinander an, anschließend wurden 4 Halbfinals ausgetragen, bevor es ins Finale ging.
Olympiasieger wurde der Südafrikaner Reggie Walker. Der  US-Amerikaner James Rector gewann die Silbermedaille, Bronze ging an den Kanadier Robert Kerr.

## Rekorde
Diese Tabelle stellt die Rekorde dar, die vor den Olympischen Spielen 1908 gegolten haben. Der Weltrekord war damals noch ein inoffizieller Rekord.
| Weltrekord         | 10,6 s (inoffiziell) | Knut Lindberg    | Schweden | Helsingborg (SWE)         | 26. August 1906 |
| Olympischer Rekord | 10,8 s               | Frank Jarvis     | USA      | Vorlauf OS Paris (FRA)    | 14. Juli 1900   |
| Olympischer Rekord | 10,8 s               | Walter Tewksbury | USA      | Halbfinale OS Paris (FRA) | 14. Juli 1900   |

Viermal wurde der olympische Rekord von 10,8 s bei diesen Spielen egalisiert.
- James Rector  USA, 15. Vorlauf, 20. Juli
- Reggie Walker  Südafrika, 1. Halbfinale
- James Rector  USA, 3. Halbfinale, 21. Juli
- Reggie Walker  Südafrika, Finale, 22. Juli

## Vorrunde
Datum: 20. Juli 1912
Nur bei den Gewinnern sind die exakten Zeiten bekannt. Der jeweils schnellste Läufer – hellgrün hinterlegt –  kam in die nächste Runde.
Bei den in Klammern aufgeführten Zeiten handelt es sich um Schätzwerte.

### Vorlauf 1
| Platz | Name                 | Nation       | Zeit     |
| ----- | -------------------- | ------------ | -------- |
| 1     | Eddie Duffy          | Südafrika    | 11,6 s   |
| 2     | Georgios Skoutaridis | Griechenland | (11,9 s) |
| 3     | Victor Henny         | Niederlande  | k. A.    |

Edward Duffy gewann mit drei Yards Vorsprung.

### Vorlauf 2
| Platz | Name             | Nation         | Zeit     |
| ----- | ---------------- | -------------- | -------- |
| 1     | John George      | Großbritannien | 11,6 s   |
| 2     | Oscar Guttormsen | Norwegen       | (12,0 s) |

John George gewann das Rennen mit drei Yards Vorsprung.

### Vorlauf 3
| Platz | Name            | Nation          | Zeit     |
| ----- | --------------- | --------------- | -------- |
| 1     | Nate Cartmell   | USA             | 11,0 s   |
| 2     | Georges Malfait | Frankreich      | (11,2 s) |
| 3     | Arthur Hoffmann | Deutsches Reich | (11,4 s) |
| 4     | Evert Koops     | Niederlande     | k. A.    |

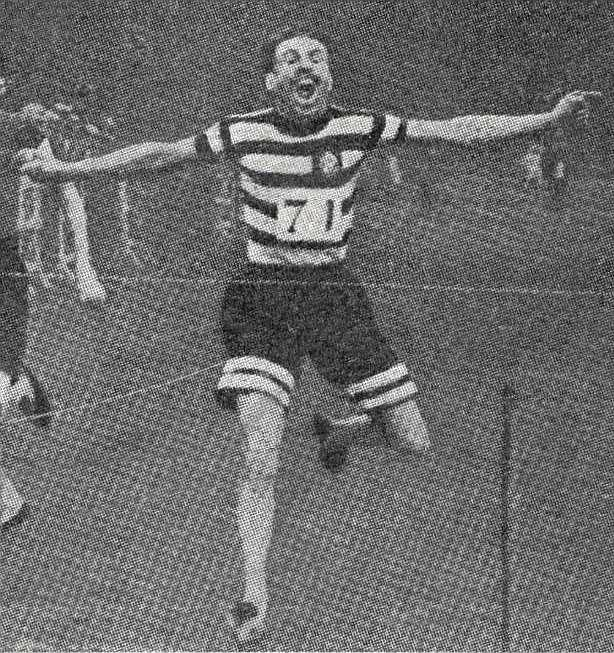
Georges Malfait – hier als französischer Meister 1905 – ausgeschieden als Zweiter des dritten Vorlaufs

Nate Cartmell siegte mit zwei Yards Vorsprung.

### Vorlauf 4
| Platz | Name            | Nation         | Zeit     |
| ----- | --------------- | -------------- | -------- |
| 1     | Reggie Walker   | Südafrika      | 11,0 s   |
| 2     | Jean Konings    | Belgien        | (11,6 s) |
| 3     | Denis Murray    | Großbritannien | k. A.    |
| 4     | Edgar Kiralfy   | USA            | k. A.    |
| 5     | Ernestus Greven | Niederlande    | k. A.    |

Reggie Walker gewann mit vier Yards Vorsprung.

### Vorlauf 5
| Platz | Name            | Nation         | Zeit     |
| ----- | --------------- | -------------- | -------- |
| 1     | Robert Cloughen | USA            | 11,0 s   |
| 2     | John Johansen   | Norwegen       | (11,7 s) |
| 3     | Dave Beland     | Kanada         | k. A.    |
| DNF   | Henry Harmer    | Großbritannien |          |

Robert Cloughen gewann mit fünf Yards Vorsprung.

### Vorlauf 6
| Platz | Name                | Nation       | Zeit     |
| ----- | ------------------- | ------------ | -------- |
| 1     | William W. May      | USA          | 11,2 s   |
| 2     | Victor Jacquemin    | Belgien      | (11,5 s) |
| 3     | L. Lescat           | Frankreich   | k. A.    |
| 4     | Michail Paschalidis | Griechenland | k. A.    |

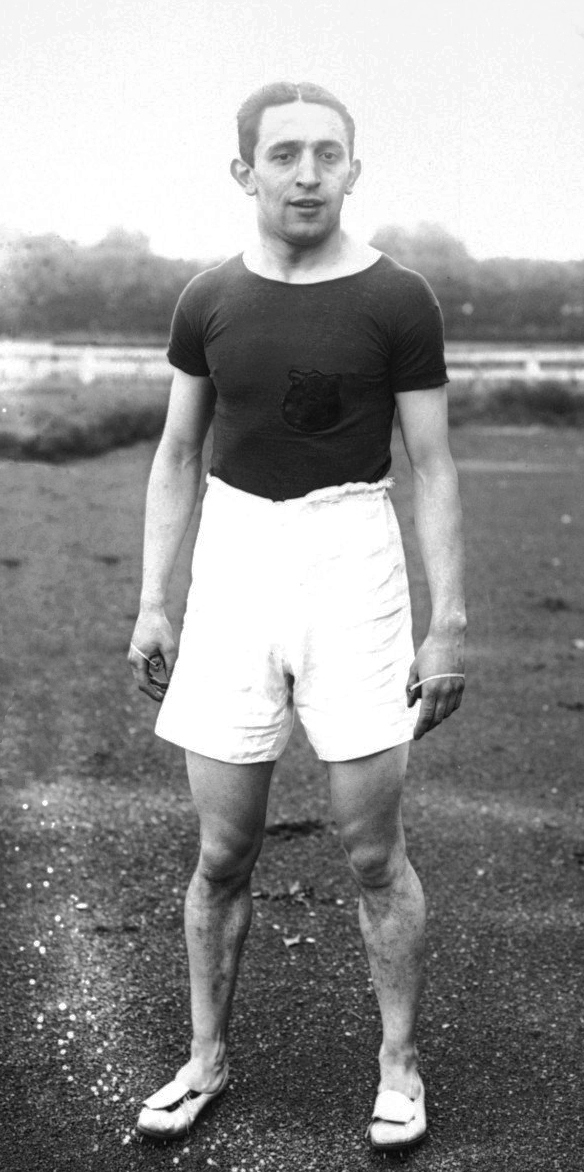
Victor Jacquemin – hier im Jahr 1913 – ausgeschieden als Zweiter des sechsten Vorlaufs

William W. May siegte mit drei Yards Vorsprung.

### Vorlauf 7
| Platz | Name             | Nation                  | Zeit     |
| ----- | ---------------- | ----------------------- | -------- |
| 1     | Robert C. Duncan | Großbritannien          | 11,4 s   |
| 2     | Knut Stenborg    | Schweden                | (11,5 s) |
| 3     | Hans Eicke       | Deutsches Reich         | (11,6 s) |
| 4     | Umberto Barrozzi | Königreich Italien      | k. A.    |
| 5     | Ragnar Stenberg  | Großfürstentum Finnland | k. A.    |

Robert C. Duncan gewann mit einem Yard Vorsprung.

### Vorlauf 8
| Platz | Name              | Nation          | Zeit     |
| ----- | ----------------- | --------------- | -------- |
| 1     | Robert C. Stevens | USA             | 11,2 s   |
| 2     | Knut Lindberg     | Schweden        | (11,2 s) |
| 3     | Heinrich Rehder   | Deutsches Reich | (11,8 s) |
| 4     | William Murray    | Großbritannien  | k. A.    |

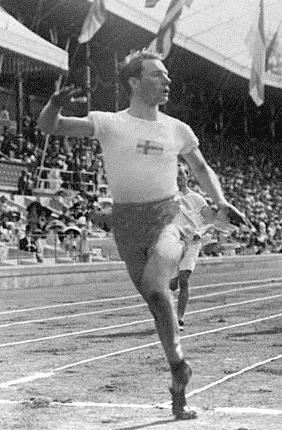
Knut Lindberg – hier bei den Olympischen Spielen 1912 – ausgeschieden als Zweiter des achten Vorlaufs

Robert C. Stevens besiegte Knut Lindberg mit nur wenigen Inches Vorsprung.

### Vorlauf 9
| Platz | Name             | Nation         | Zeit     |
| ----- | ---------------- | -------------- | -------- |
| 1     | Jack Morton      | Großbritannien | 11,2 s   |
| 2     | Axel Petersen    | Dänemark       | (11,5 s) |
| 3     | Jacobus Hoogveld | Niederlande    | k. A.    |

John W. Morton gewann mit drei Yards Vorsprung.

### Vorlauf 10
| Platz | Name            | Nation          | Zeit     |
| ----- | --------------- | --------------- | -------- |
| 1     | Robert Kerr     | Kanada          | 11,0 s   |
| 2     | Meyrick Chapman | Großbritannien  | (11,3 s) |
| DNF   | Paul Fischer    | Deutsches Reich |          |

Robert Kerr gewann mit drei Yards Vorsprung.

### Vorlauf 11
| Platz | Name             | Nation     | Zeit     |
| ----- | ---------------- | ---------- | -------- |
| 1     | William Hamilton | USA        | 11,2 s   |
| 2     | Pál Simon        | Ungarn     | (11,5 s) |
| 3     | G. Lamotte       | Frankreich | k. A.    |
| DNF   | Herbert Phillips | Südafrika  |          |

William Hamilton gewann mit drei Yards Vorsprung.

### Vorlauf 12
| Platz | Name            | Nation         | Zeit     |
| ----- | --------------- | -------------- | -------- |
| 1     | Harold Huff     | USA            | 11,4 s   |
| 2     | Henry Pankhurst | Großbritannien | (11,5 s) |
| 3     | Karl Fryksdahl  | Schweden       | k. A.    |

Harold Huff gewann mit einem Yard Vorsprung.

### Vorlauf 13
| Platz | Name              | Nation     | Zeit     |
| ----- | ----------------- | ---------- | -------- |
| 1     | Lawson Robertson  | USA        | 11,4 s   |
| 2     | Frank Lukeman     | Kanada     | (11,7 s) |
| 3     | Henri Meslot      | Frankreich | k. A.    |
| 4     | Eduard Schönecker | Österreich | k. A.    |

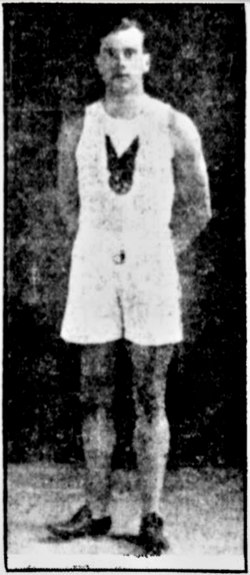
Frank Lukeman – ausgeschieden als Zweiter des dreizehnten Vorlaufs

Lawson Robertson gewann mit drei Yards Vorsprung.

### Vorlauf 14
| Platz | Name                      | Nation          | Zeit     |
| ----- | ------------------------- | --------------- | -------- |
| 1     | Nathaniel Sherman         | USA             | 11,2 s   |
| 2     | Lou Sebert                | Kanada          | (11,7 s) |
| 3     | Harold Watson             | Großbritannien  | k. A.    |
| 4     | Frigyes Mezei             | Ungarn          | k. A.    |
| 5     | Hermann von Bönninghausen | Deutsches Reich | (12,0 s) |

Nathaniel Sherman siegte mit vier Yards Vorsprung.

### Vorlauf 15
| Platz | Name          | Nation          | Zeit        |
| ----- | ------------- | --------------- | ----------- |
| 1     | James Rector  | USA             | 010,8 s ORe |
| 2     | Vilmos Rácz   | Ungarn          | (11,4 s)000 |
| 3     | Willy Kohlmey | Deutsches Reich | (12,0 s)000 |

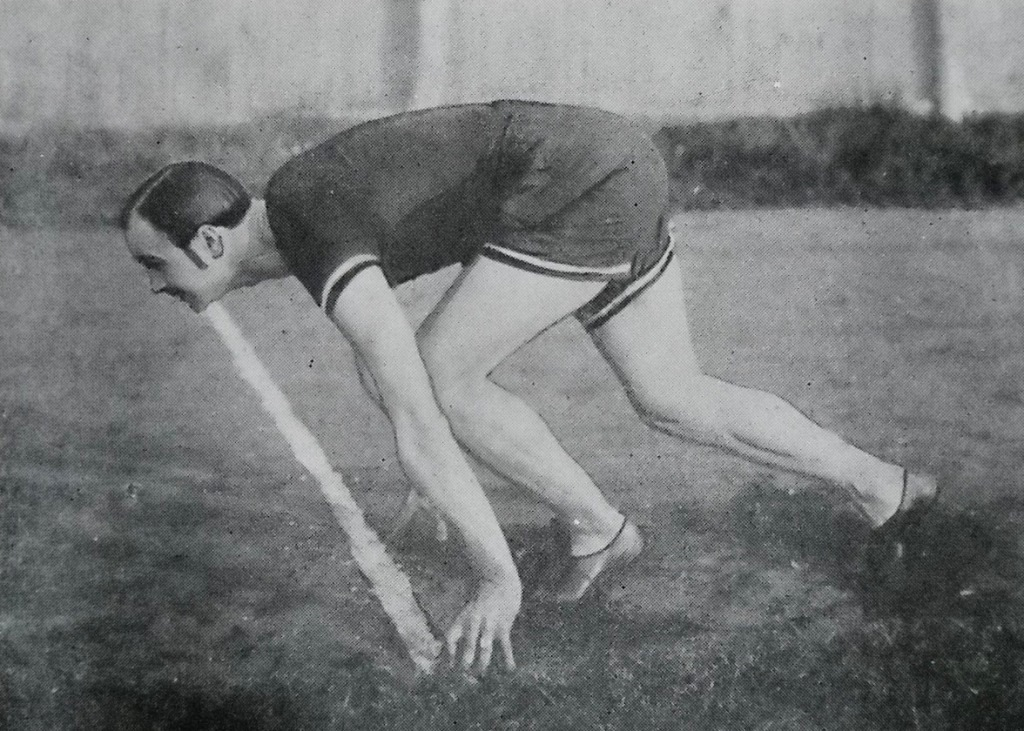
Vilmos Rácz – hier im Jahr 2011 – ausgeschieden als Zweiter des fünfzehnten Vorlaufs

James Rector gewann und stellte den olympischen Rekord ein.

### Vorlauf 16
| Platz | Name             | Nation             | Zeit     |
| ----- | ---------------- | ------------------ | -------- |
| 1     | James P. Stark   | Großbritannien     | 11,8 s   |
| 2     | Gaspare Torretta | Königreich Italien | (12,0 s) |

James P. Stark gewann mit zwei Yards Vorsprung.

### Vorlauf 17
| Platz | Name          | Nation          | Zeit     |
| ----- | ------------- | --------------- | -------- |
| 1     | Patrick Roche | Großbritannien  | 11,4 s   |
| 2     | Carl Bechler  | Deutsches Reich | (11,4 s) |

Patrick Roche gewann mit zwei Yards Vorsprung.

## Halbfinale
Datum: 21. Juli 1912
Nur bei den Gewinnern sind die exakten Zeiten bekannt. Der jeweils schnellste Läufer jedes Halbfinales – hellgrün hinterlegt – erreichte das Finale.
Bei den in Klammern aufgeführten Zeiten handelt es sich um Schätzwerte.

### Halbfinale 1
| Platz | Name            | Nation         | Zeit        |
| ----- | --------------- | -------------- | ----------- |
| 1     | Reggie Walker   | Südafrika      | 010,8 s ORe |
| 2     | William W. May  | USA            | (11,0 s)000 |
| 3     | Patrick Roche   | Großbritannien | 0k. A.0000  |
| 4     | Lester Stevens  | USA            | 0k. A.0000  |
| DNS   | Robert Cloughen | USA            |             |

Robert Cloughen trat nicht an, um sich auf das Finale des 200-Meter-Laufs vorzubereiten, in dem er die Silbermedaille gewann. Nach fünfzig Metern übernahm Reginald Walker die Führung, die er bis ins Ziel behielt, wo er schließlich mit einem Yard Vorsprung vor May einlief. Er stellte als zweiter Sprinter den olympischen Rekord von 10,8 s bei diesen Olympischen Spielen ein. Eigentlich lautete seine korrekte Zeit 10,7 s, damals wurde jedoch nach den geltenden Regeln auf das nächste Fünftel aufgerundet. Seine erreichte Zeit wurde mit 10⅘ Sekunden angegeben.

### Halbfinale 2
| Platz | Name              | Nation         | Zeit     |
| ----- | ----------------- | -------------- | -------- |
| 1     | Robert Kerr       | Kanada         | 11,0 s   |
| 2     | Nathaniel Sherman | USA            | (11,3 s) |
| 3     | Jack Morton       | Großbritannien | k. A.    |
| DNS   | William Hamilton  | USA            |          |

William Hamilton nahm nicht teil, um sich auf den 200-Meter-Lauf zu konzentrieren, wo er im Halbfinale ausschied. Robert Kerr gewann mit drei Yards Vorsprung.

### Halbfinale 3
| Platz | Name             | Nation         | Zeit        |
| ----- | ---------------- | -------------- | ----------- |
| 1     | James Rector     | USA            | 010,8 s ORe |
| 2     | Harold Huff      | USA            | (11,1 s)000 |
| 3     | Eddie Duffy      | Südafrika      | 0k. A.      |
| 4     | Robert C. Duncan | Großbritannien | 0k. A.      |

James Rector gewann und stellte den olympischen Rekord zum zweiten Mal ein.

### Halbfinale 4
| Platz | Name             | Nation         | Zeit     |
| ----- | ---------------- | -------------- | -------- |
| 1     | Nate Cartmell    | USA            | 11,2 s   |
| 2     | Lawson Robertson | USA            | (11,2 s) |
| 3     | James P. Stark   | Großbritannien | k. A.    |
| 4     | John George      | Großbritannien | k. A.    |

Nate Cartmell gewann in einem engen Rennen mit nur knapp einem Fuß Vorsprung.
Im Halbfinale ausgeschiedene Sprinter:

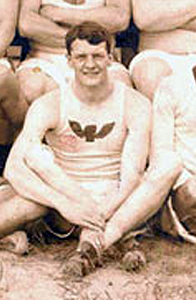
Robert Cloughen – hier im Jahr 1907 – nicht angetreten zugunsten des 200-Meter-Rennens, in dem er Silber gewann
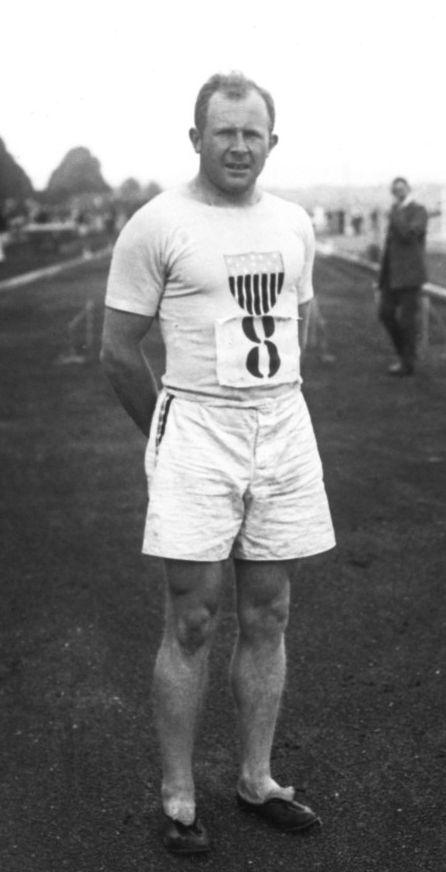
William Hamilton – nicht angetreten zugunsten des 200-Meter-Laufs, in dem er im Halbfinale ausschied
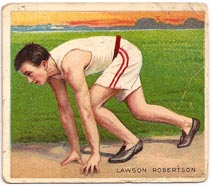
Lawson Robertson – hier auf einer Reklamekarte des Jahres 19010 – als Zweiter seines Halbfinallaufs hauchdünn gescheitert

## Finale
| Platz | Name          | Nation    | Zeit        |
| ----- | ------------- | --------- | ----------- |
| 1     | Reggie Walker | Südafrika | 010,8 s ORe |
| 2     | James Rector  | USA       | (10,8 s)000 |
| 3     | Robert Kerr   | Kanada    | (11,0 s)000 |
| 4     | Nate Cartmell | USA       | (11,2 s)000 |

Datum: 22. Juli 1912, gegen 16:15 Uhr Ortszeit
Bei den in Klammern aufgeführten Zeiten handelt es sich um Schätzwerte.
Die großen Favoriten waren Reginald Walker und James Rector, die beide im Laufe des Wettkampfes den olympischen Rekord eingestellt hatten. Walker legte einen Blitzstart hin. Rector konnte bei Hälfte der Distanz zu ihm aufschließen und es schien, als könne er Walker überholen. Doch dieser konterte den Angriff, zog davon und gewann mit einer Zehntelsekunde Vorsprung – Walkers eigentliche Zeit betrug auch im Finale 10,7 s, wurde nach den damaligen Bestimmungen jedoch offiziell auf 10,8 s aufgerundet. Eine ähnlich knappe Entscheidung gab es beim Kampf um die Bronzemedaille. Im Video dazu bei Youtube – siehe unten – wird deutlich, dass der Kanadier Robert Kerr sich erst zum Schluss gegen Nate Cartmell durchsetzte. Cartmell ließ dann nur noch austrudeln, sodass es im Ziel zu einem Rückstand von zwei Zehntelsekunden kam. Kerr gewann am Tag nach diesem Rennen Gold über 200 Meter.
Bei SportsReference werden für den Zweiten und Vierten andere Zeiten angegeben, die allerdings nicht zur Beschreibung des Rennens und seinem knappen Ausgang zwischen den Rängen eins und zwei bzw. drei und vier passen. Die Zeitangaben lauten dort jeweils 11,0 s für den Zweiten und Dritten sowie 11,2 s für den Vierten.

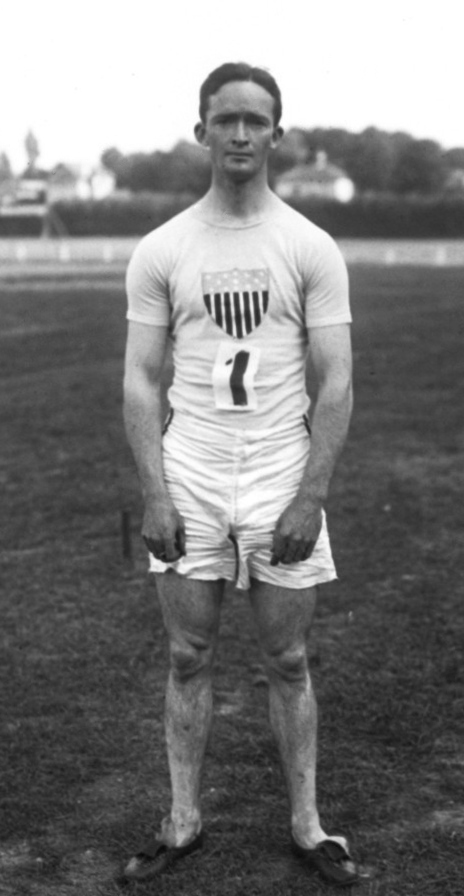
Silbermedaillengewinner James Rector
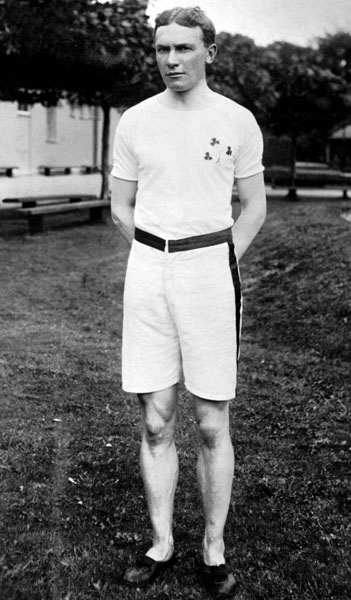
Robert Kerr gewann die Bronzemedaille
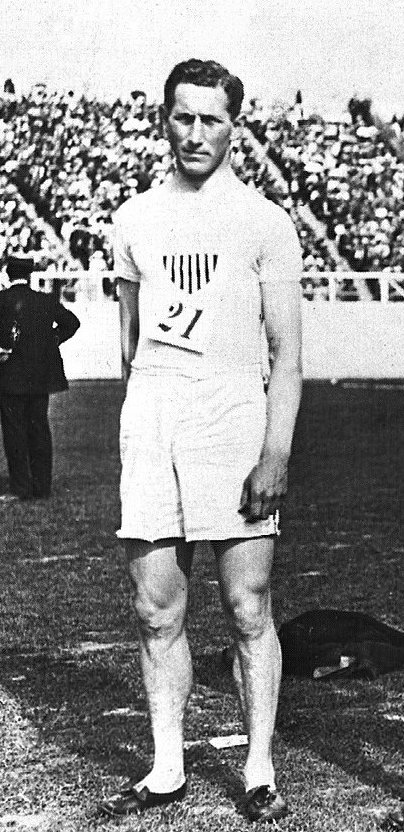
Der Olympiavierte Nate Cartmell

## Video
- Olympics 1908 100m auf YouTube, abgerufen am 18. Februar 2019.